# 몽촌역사관
몽촌역사관(蒙村歷史館, Mongchon Museum of History)은 서울특별시 송파구 올림픽공원 내에 위치한 역사박물관이다. 올림픽공원 내 북문에 위치해 있으며, 남문에는 한성백제박물관이 위치해 있다. 현재 서울어린이백제박물관으로 기관명이 변경하였다.

## 개요
서울시에 최초로 설립된 박물관이다. 몽촌토성 모형과 출토 유물을 포괄하여 백제 문화의 대표적인 유적과 유물을 전시함으로써 찬란했던 백제의 역사와 문화를 볼 수 있도록 하고 있다. 특히 몽촌토성은 초기 백제의 도성인 하남 위례성으로 추정되는 중요한 유적으로 이곳에 역사관이 위치함은 역사의 산 교육장으로서의 의미가 매우 크다.

## 정보
- 주소 : 서울 송파구 올림픽로 424
- 개장시간
  - 09:00 ~ 18:00
- 입장료 : 무료
- 휴일 : 매주 월요일, 1월 1일 휴관

## 교통
- 지하철
  - 5호선 올림픽공원역(3번출구) 도보 15분, 8호선 몽촌토성역(1번 출구)
- 버스
  - 북2문 3220/3319, 동2문(올림픽공원역) 3220/3319/3412/3413, 남4문(평화의문, 몽촌토성역) 3412/3413/340

## 같이 보기
- 한성백제박물관
- 서울백제어린이박물관